# Pilotage maritime

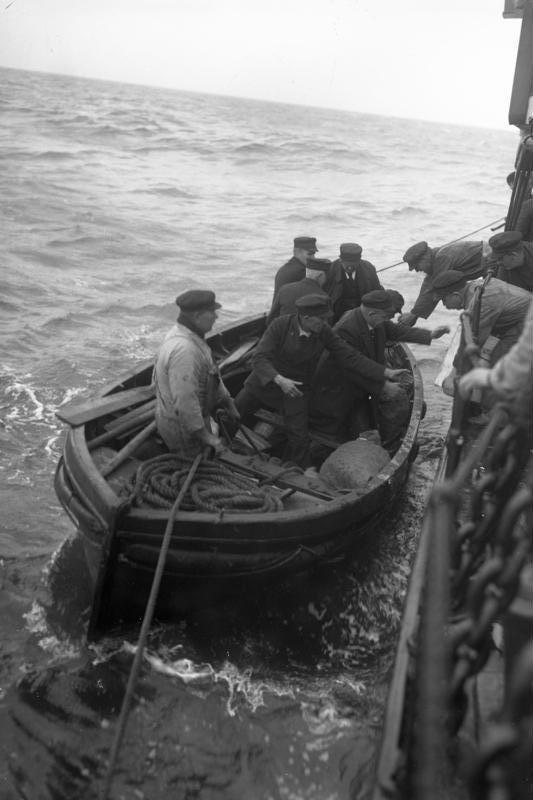
Un pilote embarquant sur un navire.

Le pilotage maritime est une assistance donnée au commandant d'un navire pour le conseiller sur les manœuvres à réaliser dans des passages difficiles comme les eaux resserrées, les chenaux et bassins portuaires, ou encore pour naviguer sur une voie maritime difficile telles que le fleuve Saint-Laurent au Canada, ou encore le Rio de la Plata, entre l'Uruguay et l'Argentine.
Dans ces zones jugées difficiles, et afin de prévenir les échouements et les abordages, la présence des pilotes à bord des navires peut être rendue obligatoire pour certains navires. Cette obligation est fixée par l'État et selon des critères spécifiques (longueur, tonnage...).
Exemples : 
- Le Havre : longueur > 70 m ou navire transportant des marchandises dangereuses[1] ;
- Nantes-Saint-Nazaire : longueur > 75 m ou Jauge nette > 150 ou transportant des marchandises dangereuses[2] ;
- dans la plupart des grands ports de commerce et dans les estuaires, chenaux ou canaux.

## En France
Cette disposition, dont on retrouve les premières traces en France à Oléron vers l'an 1100, est devenue obligatoire et réglementée dans tous les ports de France en 1815.
Le Ministre de la Marine Prosper de Chasseloup-Laubat, a créé en mai 1862, par décret, l'école de pilotage ouest de la Marine Nationale, installé à Honfleur, transférée dans l'arsenal de Saint-Servan en 1867. Les élèves effectuaient des croisières le long des côtes de la Manche et de l'Atlantique, durant 3 ans, ils apprenaient le dur métier de Pilote de la Flotte et devaient connaître toutes les entrées des ports de France. La dernière croisière d'été était l'examen pratique de sortie. En 1965, l'état-major de la Marine ferma définitivement l'école, estimant que l'état de navigation rendait désormais inutile la parfaite connaissance de tous les chenaux et écueils de nos côtes. En 103 ans, l'école a formé des milliers de Pilotes "lamaneurs" ou "côtiers".
Lorsqu'un navire approche il doit réclamer un pilote à la station locale ou mouiller dans une zone d'attente si aucun n'est disponible. Il hisse alors des signaux conventionnels dans sa mâture (pavillon G).
Lorsqu'un navire fréquente de manière régulière le même port, les commandants peuvent obtenir une licence de "capitaine pilote" sous réserve d'avoir effectué un certain nombre de mouvements avec un pilote à bord et de revenir avec une périodicité suffisante. Le nombre de mouvements nécessaires et la périodicité est variable selon les ports. Dans ce cas le navire n'est pas dispensé de rémunérer la station de pilotage mais paye une redevance réduite.
Dans les grands ports (comme Le Havre, qui a été précurseur voici une trentaine d'années), les pilotes maritimes sont hélitreuillés sur les grands navires (pétroliers et porte-conteneurs).
On distingue :
- le pilotage hauturier, qui est une activité libre,
- le pilotage portuaire, qui est en général réglementé par l'État du port.

En 2000, Catherine Cornu est la première femme pilote maritime de métropole. En 2014, Véronique Seremes est la première dans les Antilles.